# Associação Evangélica da Missão Israelita da Nova Aliança Universal
A Associação Evangélica da Missão Israelita da Nova Aliança Universal (espanhol: Asociación Evangélica de la Misión Israelita del Nuevo Pacto Universal, AEMINPU) é um novo movimento religioso no Peru. Eles são comumente conhecidos como "israelitas" no Peru, embora não façam parte do judaísmo dominante. Eles foram fundados em 1968 por Ezequiel Ataucusi Gamonal a quem os seguidores acreditam ser um profeta e messias.

## História
Ezequiel Ataucusi Gamonal fundou o movimento religioso em 27 de outubro de 1968. De acordo com Ataucusi, ele foi escolhido por Deus para criar um novo Israel na floresta amazônica como uma punição do povo israelense por sua fé perdida. Originalmente um católico romano, Atacusi mais tarde se converteu à Igreja Adventista do Sétimo Dia, da qual foi expulso após se declarar profeta. Um ano após sua fundação, foi reconhecida pelo governo peruano.
Em 1986, o movimento havia estabelecido centros de treinamento bíblico (Centros de Capacitación Bíblica ou CECABI) em todas as províncias do Peru.
Descrito como um movimento político e também religioso desde o seu início, em 30 de setembro de 1989, Ataucusi fundou a Frente Popular Agrícola do Peru (em espanhol: Frente Popular Agrícola del Perú ou FREPAP).
Após a morte de Ataucusi por insuficiência renal em 2000, muitos de seus seguidores acreditaram que ele seria ressuscitado após três dias, semelhante à ressurreição de Jesus. No entanto, depois que Ataucusi não foi ressuscitado, alguns de seus seguidores ficaram desapontados e muitos deixaram o movimento. Seu filho Jonas o sucedeu como líder.

## Ideologia
O movimento foi descrito como sendo de natureza sincrética, combinando teologia judaica e adventista com misticismo e espiritualidade inca, juntamente com uma visão maoísta sobre política e economia.
Durante sua vida, Atacusi gradualmente diminuiu a importância espiritual de Jesus Cristo na religião e elevou a sua própria. O The Guardian o descreveu como "um líder espiritual que se autodenomina o 'Cristo do Ocidente'". O movimento também teve fortes crenças apocalípticas, já que Ataucusi frequentemente afirmava que o fim do mundo estava se aproximando e pregava que ele pessoalmente atrasou tais eventos de fim do mundo.
Os membros da Associação Evangélica da Missão Israelita da Nova Aliança Universal aderem à interpretação estrita do Antigo Testamento e observam o Shabat, interrompendo todas as atividades seculares, como negócios ou esportes, do pôr do sol de sexta-feira ao pôr do sol de sábado. Além de seguir o código de vestimenta prescrito na Bíblia, eles também acreditam na separação dos sexos, inclusive em serviços religiosos. Eles também acreditam na oferta de sacrifícios de animais em suas cerimônias religiosas. Semelhante a outros seguidores da espiritualidade inca, muitos atribuem qualidades místicas à planta da coca, embora os membros não possam fumar ou beber álcool.

## Membresia
No livro As seitas no Peru, de 1991, o teólogo e pesquisador José Luis Pérez Guadalupe estimou que em 1967, na sua fundação, o movimento contava apenas com cerca de 180 fiéis. No ano seguinte, porém, a comunidade cresceu rapidamente para cerca de mil membros e, em 1980, estimava-se que tinha cerca de 30.000. Na época da morte de Ataucusi em 2000, estimava-se que havia mais de 200.000 seguidores.
O antropólogo David Hidalgo fornece vários fatores possíveis para o rápido crescimento do movimento: muitos peruanos foram atraídos pela ênfase do movimento na vida comunitária e na forte vida comunitária em um momento de agitação social. Além disso, muitos peruanos indígenas que ficaram desapontados com suas igrejas foram atraídos pela ênfase do movimento na espiritualidade inca. Peruanos pobres que foram atraídos pelo comunismo, mas ficaram consternados com os métodos violentos do Sendero Luminoso, também foram atraídos pela mensagem mais pacifista de Ataucusi.

## Traje
Os seguidores da Associação Evangélica da Missão Israelita da Nova Aliança Universal são facilmente distinguidos dos membros de outras religiões no Peru devido ao seu traje único. Os homens não raspam nem cortam os cabelos e, tradicionalmente, deixam a barba crescer. As mulheres cobrem os cabelos, mesmo em ambientes não religiosos, e usam roupas modestas de mangas compridas.

## Controvérsias
Ataucusi era conhecido por ter várias esposas, e foi acusado de molestar sexualmente meninas. O grupo também foi acusado de promover a homofobia devido à sua interpretação literal da Bíblia, com um membro alegando que as pessoas LGBTQ + tinham "o mal incrustado em seus corações e sangue".